# آيت رحو أو علي (آيت شارط)
آيت رحو أو علي هو دُوَّار يقع بجماعة ولماس، إقليم الخميسات، جهة الرباط سلا القنيطرة في المملكة المغربية. ينتمي الدوّار لمشيخة آيت شارط التي تضم 4 دواوير. يقدر عدد سكانه بـ 480 نسمة حسب الإحصاء الرسمي للسكان والسكنى لسنة 2004.

## وصلات خارجية
- البوابة الوطنية للجماعات الترابية
- المندوبية السامية للتخطيط